# The Sleepover
"The Sleepover" je šesta epizoda druge sezone serije Zločini iz prošlosti.

## Sinopsis
Lili radi na slučaju iz 1990, kada je u jednom ribnjaku pronađeno telo 12-godišnje Rite Bekster. Tačno na taj isti dan, samo 14 godina kasnije je ovde nađeno i telo 19-godišnje Ketlin, koju je ovde neko potopio. Zanimljivo je to da su obe žrtve imale nacrtane iste slike. Lili je odlučila da ispita sumnjivog mladića Nejla, zato što su u njegovom autu bila pronađena odeća poslednje žrtve. On govori da je svake godine 16. novembra odlazio na ribnjak gde je ubijena Rita i da je ove godine prvi put izvršio ubistvo. Rita je išla s Nejlovom sestrom u školu, pa je onda morao poznavati Ritu. Međutim, rešenje ukazuje na to da su malu Ritu šikanirale Nejlova sestra, sa njenim drugaricama. Poslednju noć su provele s njom ali su ovaj "dokaz" sakrile pred policijom.